# Zakład Karny w Iławie

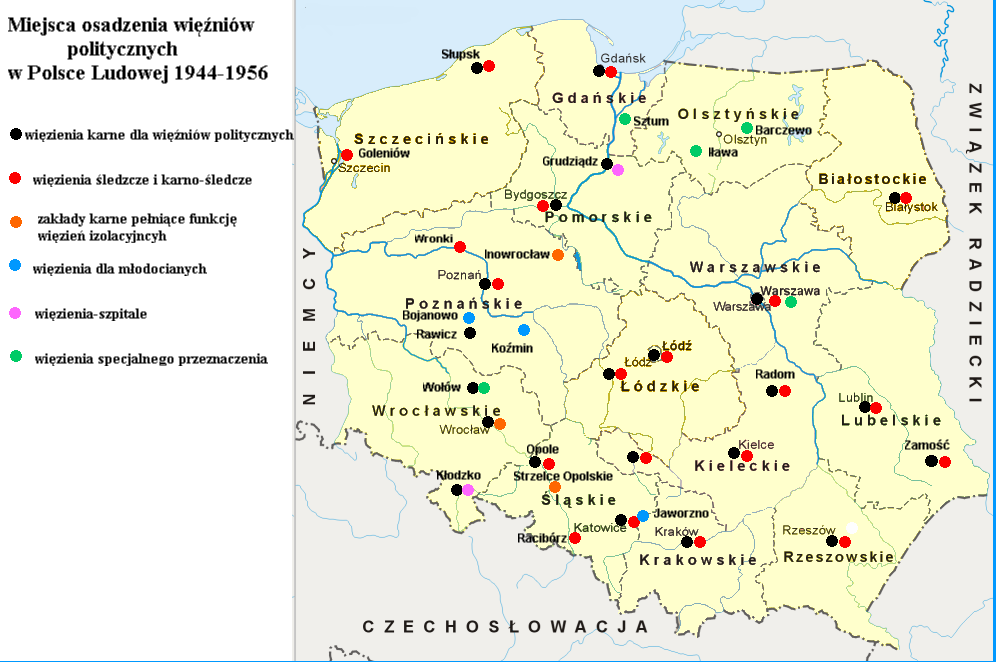
Miejsca osadzenia więźniów politycznych w Polsce Ludowej 1944-1956

Zakład Karny w Iławie – jednostka typu zamkniętego dla mężczyzn odbywających karę po raz pierwszy oraz typu zamkniętego dla młodocianych.

## Historia
Przed II wojną światową (pod panowaniem Prus) istniał tu kompleks koszarowy Pruskiego Pułku Artylerii Polowej, na który składały się budynki mieszkalne, stajnie, budynki gospodarcze, działownie artyleryjskie oraz kasyno oficerskie. Kompleks spełniał swą funkcje aż do II wojny światowej, a po zakończeniu wojny został przejęty przez Ministerstwo Obrony Narodowej, następnie wraz z innymi obiektami wojskowymi został przekazany Ministerstwu Bezpieczeństwa Publicznego.
Więzienie w Iławie zostało utworzone na mocy rozkazu MBP z dnia 19 czerwca 1949 r. Pierwsi więźniowie zostali w nim osadzeni jeszcze w czerwcu tegoż roku.
W więzieniu w latach 1956–1960 odbywali karę Józef Foltynowicz, Kazimierz Żurek i Jerzy Sroka, którzy w tzw. procesie trzech w Poznaniu zostali 8 października 1956 skazani na karę pozbawienia wolności za lincz na kapralu Zygmuncie Izdebnym, jakiego dopuścili się 28 czerwca 1956 w czasie Poznańskiego Czerwca 1956.
W latach 80. XX wieku w zakładzie karnym internowani byli m.in.:
- Bronisław Geremek
- Antoni Macierewicz
- Ryszard Kalinowski
- Tadeusz Syryjczyk
- Jan Samsonowicz
- Tadeusz Witkowski

W 1989 Telewizja Polska zrealizowała film dokumentalny Krwawa Iława, który opowiadał m.in. o buntach i samookaleczeniach więźniów.
Na przestrzeni lat zakład nazywał się:
- Więzienie Karne w Iławie
- Centralne Więzienie w Iławie (nadzór nad Ostródą i Działdowem)
- Zakłady Karny w Iławie
- Rejonowy Zakłady Karny w Iławie (nadzór nad Ostródą i Działdowem)
- Zakłady Karny w Iławie[5] – która to nazwa obowiązuje do dziś.

## Struktura organizacyjna
- areszt śledczy
- zakład karny typu zamkniętego dla odbywających karę po raz pierwszy
- zakład karny typu zamkniętego dla młodocianych
- zakład karny typu półotwartego dla odbywających karę po raz pierwszy
- zakład karny typu półotwartego dla młodocianych
- oddział terapeutyczny dla osób:
  - z niepsychotycznymi zaburzeniami psychicznymi i upośledzonych umysłowo
  - uzależnionych od alkoholu
- Centrum Kształcenia Ustawicznego nr 1:
  - Kwalifikacyjne Kursy Zawodowe – wiele profili kształcenia.
  - Liceum Ogólnokształcące.